# Égouts de Reims
Cet article présente l'histoire et les événements significatifs concernant la construction du réseau des égouts de Reims, en France.

## Historique

### Période gallo-romaine
Du temps des Romains, Durocortorum connaissait les égouts car les Romains  étaient de grands constructeurs d’égouts dans leurs villes. Des traces d’un égout de taille importante (sa hauteur sous la voûte est de 2,90 m avec une largeur de 1 m) ont été trouvées lors de recherches archéologiques menées par l’Inrap en préalable aux travaux de construction du tramway.
Lorsque les barbares devinrent possesseurs des villes gallo-romaines et ils ne songèrent pas à entretenir les égouts antiques. Ceux-ci  s’engorgèrent ou furent perdus pour la ville.

### Au Moyen Âge
Comme dans beaucoup de villes du Moyen Âge, les  eaux  usées  et  les  eaux  de  pluie de Reims s'écoulaient vers la rivière locale, la Vesle, directement à ciel ouvert, principalement par les rues de Fléchambault, du Ruisselet, des Moulins, de Venise, du Jard et de  Vesle.
Cela ressemblait un peu à cela :
On pratiquait majoritairement la méthode du « tout à la rue ».
Les pots de chambre étaient tout simplement vidés par les fenêtres directement dans les rues.
Les rejets des activités étaient également jetés dans la rue (bouchers, poissonniers,...) en attendant que la pluie les emporte.
Ces eaux sales jetées s’infiltraient, fermentaient, se décomposaient, produisant des boues pestilentielles.
Le mot purin de rue
était utilisé pour désigner ce mélange. Les lieutenants de Reims ont tenté d'en faire commerce pour faire rentrer des recettes dans le budget de la ville. 

### La période  hygiéniste au XIXe siècle
Pendant son mandat de conseiller municipal à Reims, le docteur Louis Brébant s’est beaucoup investi dans des études sur l’épuration des eaux des égouts de Reims qui ont conduit à la construction de l’égout transversal supérieur.
C'est l'arrivée du canal de l'Aisne à la Marne qui ayant intercepté ces  écoulements a nécessité  la  construction  d'un  égout collecteur latéral au canal pour recueillir toutes les eaux des quartiers situés sur la rive droite de la Vesle et les déverser encore dans la rivière.
C'est en 1852 que débute la construction du premier tronçon principal du réseau des égouts de Reims, du quartier Fléchambault au quartier Clairmarais.
Les eaux usées ainsi recueillies, sont traitées de façon assez rudimentaire, au lieu dit « Bas lieux » avant d’être rejetées dans la Vesle au moulin Maco. De 1852 à 1854, le réseau secondaire est développé sur ce premier tronçon.
Entre 1881 et 1914, le collecteur transversal supérieur est construit entre le quartier Saint-Remi et le quartier Trois-Fontaines.
En 1885, un vaste champ d’épandage de 300 ha  est créé site des « eaux vannes » près de la commune de Merfy. Le site était géré par la Compagnie des Eaux Vannes.

En 1890, la ville de Reims est l’un des premières, après Paris à être dotée d’un système d’épuration.

### La consolidation du réseau au XX et XXI siècles
En 1906, est construit l’égout de décharge du faubourg Céres et du faubourg de Laon.
En 1908, c’est au tour du collecteur du quartier de Cernay.
Dans les années 1970, construction de la première station d’épuration.
? : Encouragement puis obligation à construire des puisards pour gérer individuellement les eaux de pluie.
En 2020, sur 1200 km de réseau, seuls 10 km de celui des eaux usées et une centaine des eaux pluviales sont accessibles par un individu. On dit qu’ils sont « visitables » mais uniquement par des professionnels équipés en raison des risques liés aux gaz toxiques, aux maladies et aux phénomènes météorologiques.